# Слепак, Владимир Семёнович
Влади́мир Семёнович Слепа́к (29 октября 1927, Москва — 24 апреля 2015, Нью-Йорк) — диссидент и «отказник», вместе с женой Марией Слепак (урождённая Рашковская) и сыновьями Александром и Леонидом боролся за право евреев на эмиграцию из СССР, член Московской Хельсинкской группы.
В этот период при его участии было составлено около 70 документов — обращений МХГ. По профессии — радиоинженер, окончил Московский авиационный институт.
Жил и работал в Москве — заведующим лабораторией в НИИ телевидения в Гольяново и в тресте «Спецгеофизика».
За свою правозащитную деятельность был осуждён и в 1978—1983 гг. находился в ссылке. Ссылку отбывал в селе Цокто-Хангил, Агинский Бурятский автономный округ в Читинской области. Получил статус узника Сиона.
Впоследствии, в октябре 1987 года, через 17 лет после подачи первого заявления в ОВИР, эмигрировал. Проживал с семьёй в Кфар-Сава, Израиль.

## История семьи
Дед Владимира Слепака Израиль — был меламедом в хедере. Отец — Соломон Израилевич Слепак (1892—1978 ) — в 13 лет покинул родной дом и в 1913 году эмигрировал в Америку. Когда в России произошла революция, он вернулся, был арестован и по приговору колчаковского военно-полевого суда отправлен на каторгу на Сахалин, но в результате вооружённого переворота политзаключённых Александровской тюрьмы вышел на свободу, стал членом первого ревкома и на островном съезде Советов был избран первым председателем исполкома Совета рабочих и солдатских депутатов Сахалина (1920). В Гражданскую войну Соломон Слепак дослужился до командующего фронтом и заместителя министра обороны Дальневосточной республики Блюхера. Он стал прототипом Левинзона в романе «Разгром» А. Фадеева. Затем был главным редактором газеты «Дальневосточная правда». Позже работал в отделе печати Коминтерна, был членом президиума Коминтерна. В 1927 году работал в Китае в качестве корреспондента ТАСС по Китаю и Японии.

## О нём
- Хаим Поток Начало ноября (1996) — хроника жизни нескольких поколений семьи Слепак[13].
- Из интервью Марка Львовского

Это был 1971 год. Нас было 30 человек. Я помню это напряжение, страх, телеграмму Брежневу. Одна из самых ярких сцен, когда пришёл Володя Слепак, который только накануне вышел после 15 суток, и его предупредили, что если он придёт на какое-нибудь мероприятие, то загремит надолго.
Но Слепак есть Слепак. Он пришёл, посидел с нами час, потом пришли чекисты и стали скручивать его, а он с ними боролся. Я это запомнил на всю жизнь, так как видел человека, который дрался физически с системой. Это было необыкновенное зрелище, иное восприятие действительности, я страшно благодарен ему. Это была великая школа, как оставаться личностью.

Когда увезли Слепака, принялись за нас. Ко мне подошли сзади, скрутили руки, и я пошёл как баран, совсем не так, как Слепак.